# Сайленс Мабуза
Сайленс Мабуза (англ. Silence Mabuza, 18 вересня 1977) — південноафриканський професійний боксер, чемпіон світу за версією IBO (2002—2005, 2007—2009) в легшій вазі.

## Професіональна кар'єра
2 березня 2002 року завоювавав титул чемпіона світу IBO в легшій вазі, здобувши перемогу технічним нокаутом у шостому раунді над колумбійцем Хосе Санхуанело. Здобувши шість перемог поспіль, 13 травня 2005 року вийшов на бій за статус обов'язкового претендента на титул IBF у легшій вазі проти Круза Карбахала (Мексика). Мабуза здобув перемогу і 5 листопада 2005 року зустрівся в бою з чемпіоном світу за версією IBF Рафаелем Маркесом (Мексика). Чемпіон здобув перемогу нокаутом в четвертому раунді.
В наступному бою 20 квітня 2006 року Мабуза в елімінаторі титулу IBF переміг Рікардо Варгаса (Мексика) і 5 серпня 2006 року знов вийшов проти Рафаеля Маркеса. В бою-реванші цих суперників Маркес знов святкував дострокову перемогу.
12 травня 2007 року Мабуза вдруге завоював титул чемпіона світу IBO. Провів два успішних захиста, а 29 травня 2009 року в елімінаторі титулу IBF програв нокаутом в останньому раунді непереможному Йонні Пересу (Колумбія), після чого провів ще один бій і завершив кар'єру.